# Петанж (футбольний клуб)
Спортивний клуб «Петанж» або просто «Петанж» (фр. Club Sportif Pétange) — люксембурзький футбольний клуб із комуни Петанж, заснований 1910 року.

## Досягнення
- Кубок Люксембургу
  -  Володар (1): 2005
  -  Фіналіст (1): 1992

## Відомі футболісти
- Алія Бешич

## Відомі тренери
- Мануель Пейшото (липень 2004 – липень 2007)
- Флорім Аліяй (вересень 2007 – червень 2008)
- Карло Вайс (липень 2008 – листопад 2011)
- Мішель Лефлошман (листопад 2011 – червень 2012)
- Мішель Ренкен (січень 2012 – серпень 2012)
- Паулу Гоміш (жовтень 2012–)